# 조선중앙방송
조선중앙방송(朝鮮中央放送, Korean Central Broadcasting Station, KCBS)은 국영방송인 조선중앙방송위원회가 운영하는 북한의 라디오 서비스이다.

## 역사
조선중앙방송은 해방 이후 1945년 10월 14일 평양방송국으로 창설되었다. 이후 1948년 2월 이 방송국은 조선중앙방송국으로 개칭되었다.
1955년부터 대한민국 및 일본 청취자를 대상으로 운영되어 온 해당 방송은, 1967년 12월 조선 제1중앙방송(국내방송)과 조선 제2중앙방송(대남 및 대외방송)으로 분리되어 방송을 개시하였다. 1972년 11월, 남북조절위원회 공동위원장 회의의 합의에 따라 대남방송이 중단되었으며, 이에 따라 조선 제1중앙방송은 ‘조선중앙방송’으로, 조선 제2중앙방송은 ‘평양방송’으로 각각 개칭되었다. 평양방송국은 북한 내에는 공식적으로 송출되지 않았으며, 2024년 1월을 기점으로 폐쇄되었다. 해당 방송은 매일 23시간에 걸쳐 프로그램을 제공하였다.

## 방송
조선중앙방송은 전국을 커버하는 중파 및 단파 송신기 네트워크를 통해 오전 5시부터 새벽 3시까지 방송한다. 강력한 전파는 일부 주파수가 전파 방해를 받는 한국을 포함한 주변 국가에서도 쉽게 들을 수 있다. 북한 국제 단파 서비스인 조선의 소리 방송(Voice of Korea)을 통해서도 가끔 중계된다. 간격신호는 조선중앙텔레비죤, 조선의 소리 방송과 동일하다. 조선중앙방송은 중성 12호 위성에서도 방송한다.

## 같이 보기
- 조선민주주의인민공화국의 선전
- 조선민주주의인민공화국의 검열
- 조선민주주의인민공화국의 언론